# 斯梅杰巴肯市镇
斯梅杰巴肯市镇（瑞典語：Smedjebackens kommun）是瑞典中部达拉纳省的一个市镇。其治所位于斯梅杰巴肯。